# 马吕斯·迈尔
马吕斯·迈尔（挪威語：Marius Myhre，1991年11月21日—），挪威男子羽毛球運動員。

## 簡歷
2013年8月，马吕斯·迈尔參加中國廣州舉行的世界羽毛球錦標賽，分別出戰男子單打和男子雙打項目。在男子單打方面，他在首圈就以0比2（16-21、15-21）負於瑞典的亨利·胡尔斯凯宁出局；而男雙方面，他與乔纳斯·克里斯滕森亦在首圈以0比2（15-21、8-21）負於马库斯·埃利斯/保罗·范·里特维德出局。
2015年8月，马吕斯·迈尔參加印尼雅加達舉行的世界羽毛球錦標賽，出戰男子單打項目，首圈就以0比2（18-21、19-21）不敵捷克的米兰·卢迪克出局。
2017年8月，迈尔參加蘇格蘭格拉斯哥舉行的世界羽毛球錦標賽，出戰男子單打項目，首圈就以1比2（18-21、21-16、10-21）不敵巴西的伊戈尔·科埃略出局。

## 主要比賽成績
只列出曾進入準決賽的國際賽事成績：
| 年份   | 賽事                         | 公開賽級別 | 項目     | 拍檔              | 成績   |
| ------ | ---------------------------- | ---------- | -------- | ----------------- | ------ |
| 2012年 | 斯洛伐克羽毛球公開賽         | 未來系列賽 | 男子單打 | －                | 準決賽 |
| 2012年 | 愛爾蘭羽毛球未來系列賽       | 未來系列賽 | 男子單打 | －                | 準決賽 |
| 2012年 | 愛爾蘭羽毛球未來系列賽       | 未來系列賽 | 男子雙打 | 乔纳斯·克里斯滕森 | 準決賽 |
| 2013年 | 立陶宛羽毛球公開賽           | 未來系列賽 | 男子單打 | －                | 準決賽 |
| 2014年 | 里加羽毛球國際賽             | 未來系列賽 | 男子單打 | －                | 亞軍   |
| 2015年 | 葡萄牙羽毛球國際賽           | 國際系列賽 | 男子單打 | －                | 亞軍   |
| 2015年 | 南方共同市場羽毛球國際挑戰賽 | 國際挑戰賽 | 男子單打 | －                | 亞軍   |
| 2015年 | 牙買加羽毛球國際賽           | 國際系列賽 | 男子單打 | －                | 準決賽 |
| 2015年 | 挪威羽毛球國際賽             | 國際系列賽 | 男子單打 | －                | 冠軍   |
| 2015年 | 芬蘭羽毛球國際賽             | 國際系列賽 | 男子單打 | －                | 準決賽 |
| 2016年 | 克羅地亞羽毛球國際賽         | 未來系列賽 | 男子單打 | －                | 冠軍   |
| 2017年 | 拉脫維亞羽毛球國際賽         | 未來系列賽 | 男子單打 | －                | 準決賽 |

| 2007-2017年 | 首要超級賽 | 超級賽 | 黃金大獎賽 | 大獎賽 | 國際挑戰賽 | 國際系列賽 | 未來系列賽 | 其他 |

| 2018-2026年 | 總決賽 | 超級1000賽 | 超級750賽 | 超級500賽 | 超級300賽 | 超級100賽 | 國際挑戰賽 | 國際系列賽 | 未來系列賽 | 其他 |

### 奧運會和世錦賽參賽紀錄
|          | 搭檔              | 2013 | 2014 | 2015 | 2016 | 2017 |
| -------- | ----------------- | ---- | ---- | ---- | ---- | ---- |
| 男子單打 | －                | 64強 | －   | 64強 | －   | 64強 |
|          |                   |      |      |      |      |      |
| 男子雙打 | 乔纳斯·克里斯滕森 | 48強 | －   | －   | －   | －   |